# 维也纳奥斯定堂

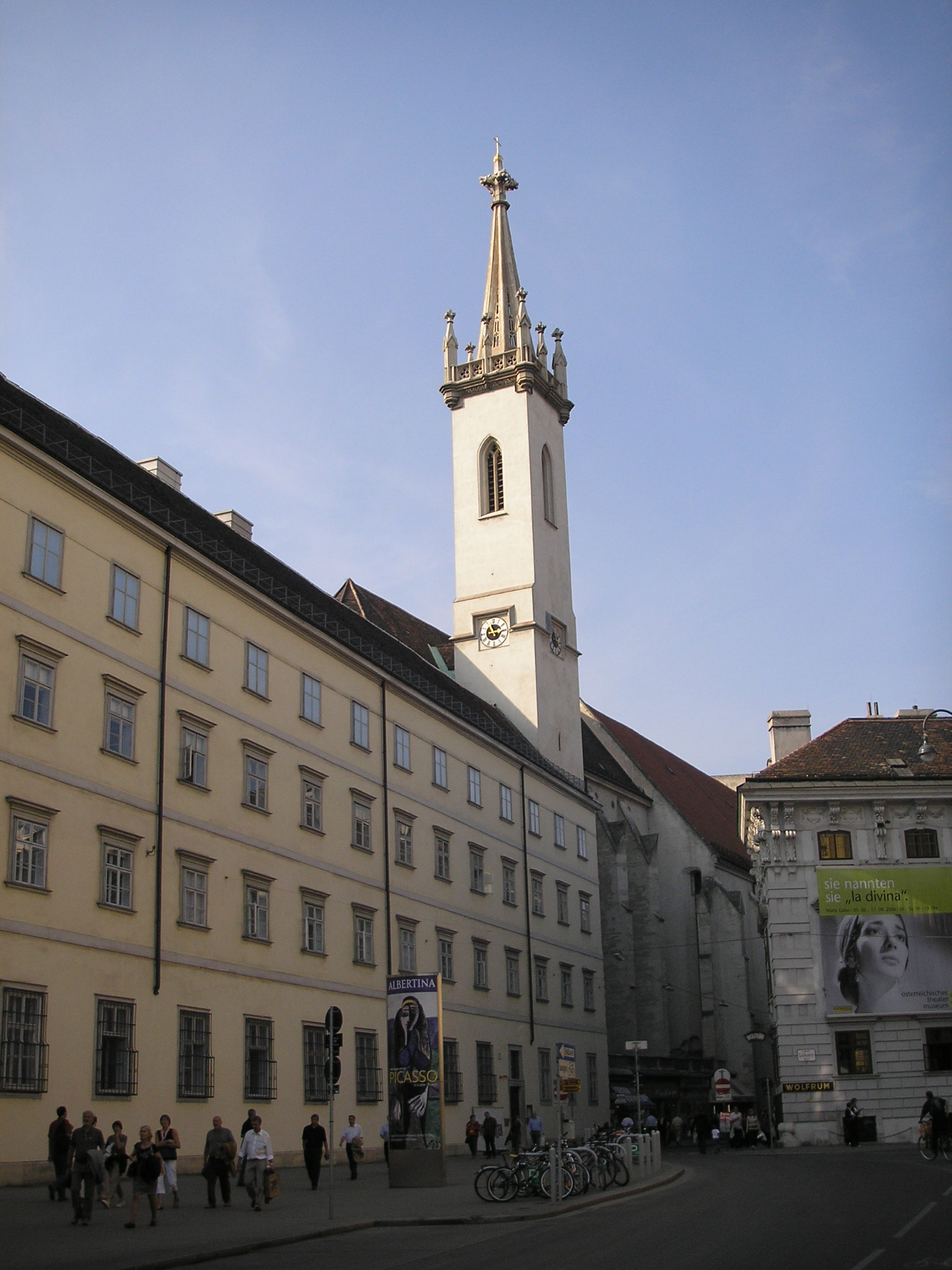
奥古斯丁教堂

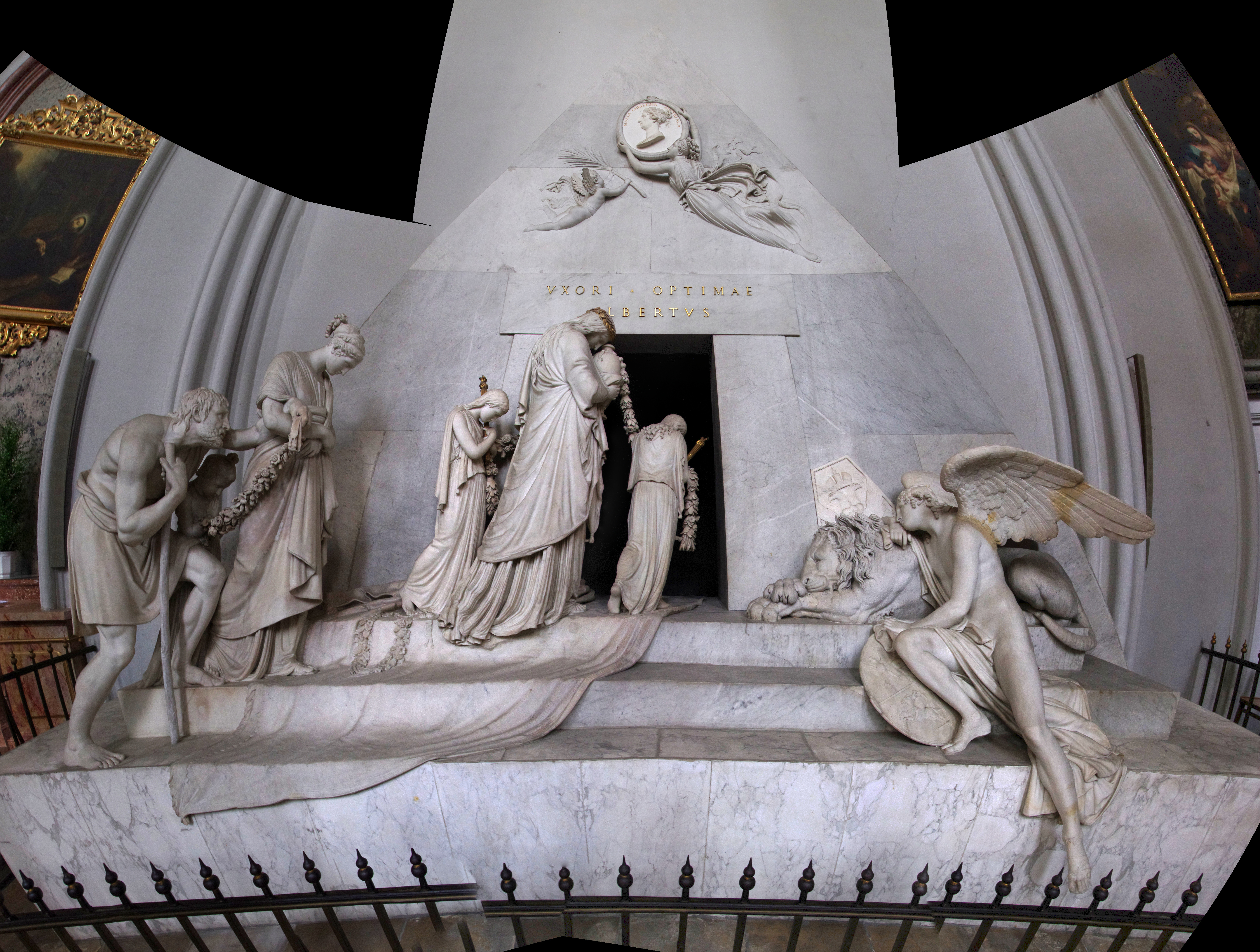
Panoramic of Cenotaph for Archduchess Maria Christina

维也纳奥古斯丁教堂（德语：Augustinerkirche）是奥地利首都维也纳市中心的一座天主教堂，位于霍夫堡皇宫旁的约瑟夫广场，正面朝向西北方，长85米，宽20米。
1327年，奥地利公爵腓特烈三世下令建造教堂和奥斯定会修道院，由建筑师迪特里希Landtner 设计，完成于1339年，1349年11月1日祝圣。由于邻近的霍夫堡皇宫扩展，奥古斯丁教堂逐渐演变为该建筑群的一部分。1634年，奥古斯丁教堂成为皇家的宫廷教堂。此后哈布斯堡王朝曾多次在此举行皇室婚礼。其中包括1736年女大公玛丽亚·特蕾西亚与洛林公爵弗朗茨·斯蒂芬的婚礼，1810年女大公 Marie Louise与法国皇帝拿破仑一世的象征性婚礼，以及1854年奥地利皇帝弗朗茨·约瑟夫一世与巴伐利亚茜茜公主的婚礼。这座教堂尽管外表不太醒目，但是内部则相当豪华。
主祭坛右侧的洛雷托小礼拜堂的银瓮内安放着哈布斯堡家族54位成员的心脏，而他们的尸体被保存在东面不远处嘉布遣会教堂的皇帝墓穴。
弗朗茨·舒伯特曾在此指挥他创作的弥撒曲，安东·布鲁克纳的弥撒曲也在此举行世界首演。在21世纪，这座教堂以举办高品质的宗教音乐会而著称，尤其是在每周的主日弥撒有完整的管弦乐队和唱诗班。这座教堂还有两台管风琴。